# Jüdischer Friedhof (Chlumec nad Cidlinou)

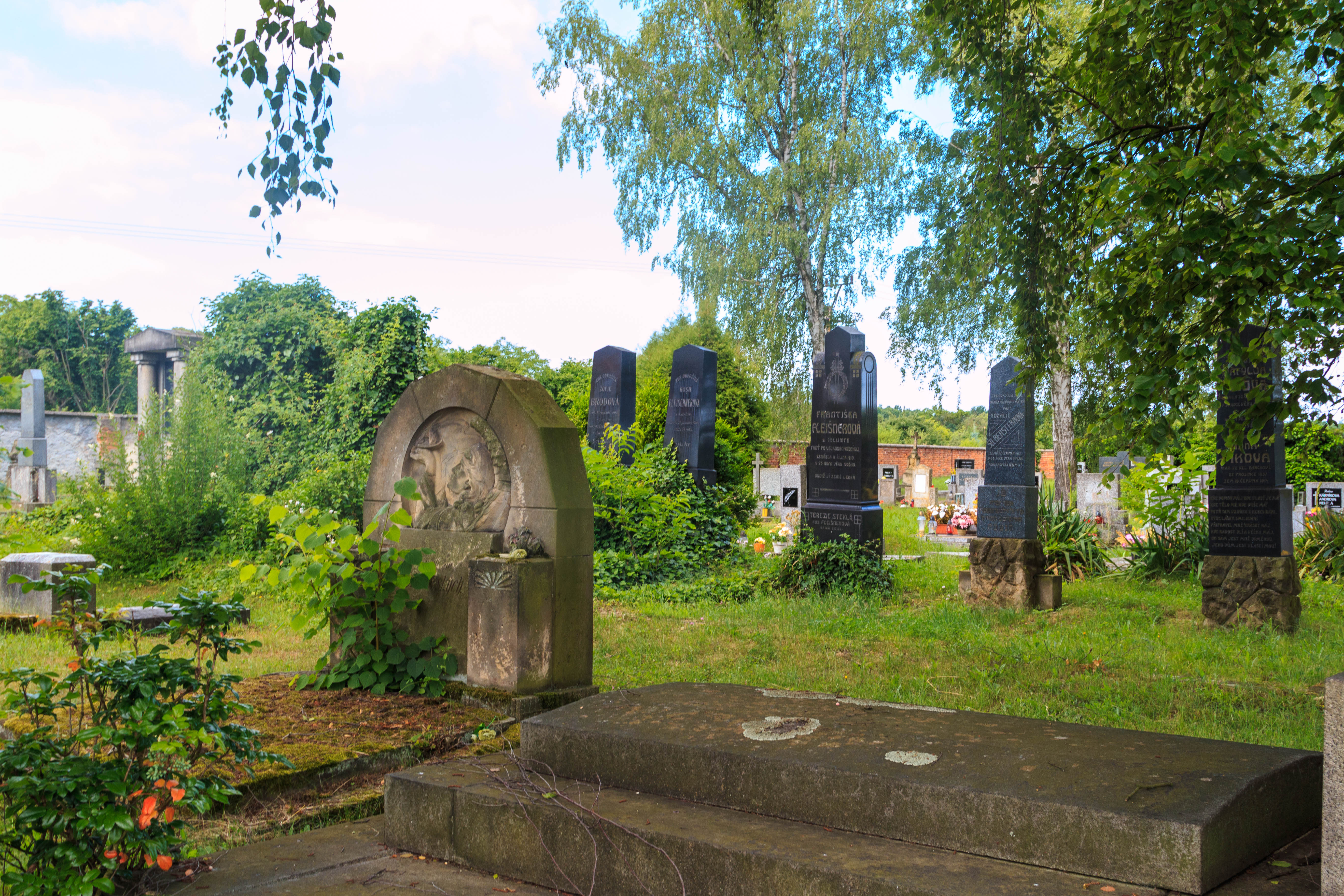
Jüdischer Friedhof in Chlumec nad Cidlinou

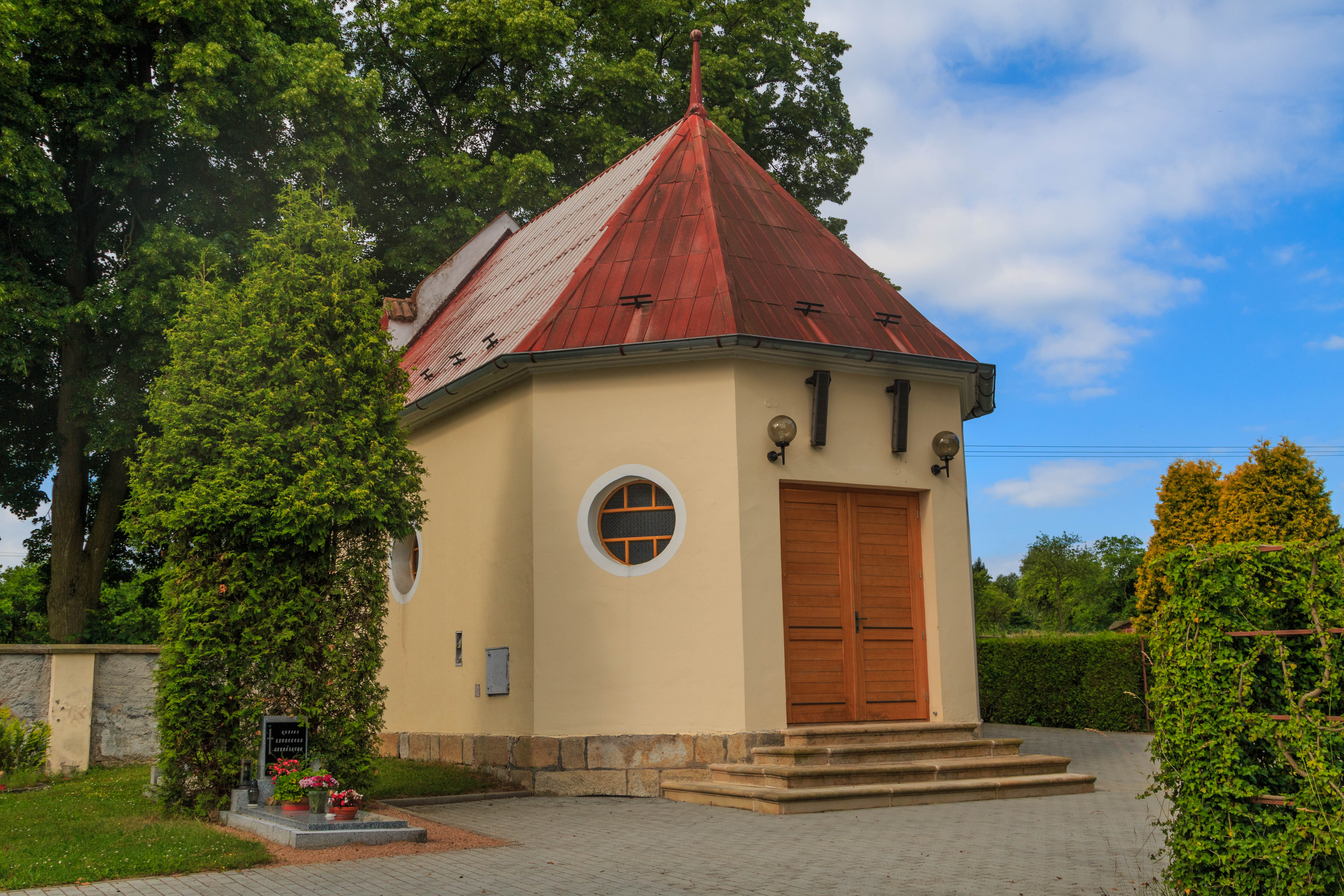
Trauerhalle

Der Jüdische Friedhof Chlumec nad Cidlinou (deutsch Chlumetz an der Cidlina), einer tschechischen Stadt im Okres Hradec Králové in der Region Královéhradecký kraj, wurde 1905 angelegt.
Auf dem jüdischen Friedhof sind noch viele Grabsteine erhalten.